# New Ghostbusters II
New Ghostbusters II (ゴーストバスターズ２ Gōsutobasutāzu 2?) es un videojuego de 1990 desarrollado y publicado por HAL Laboratory para Game Boy, con el título de Ghostbusters II, y Nintendo Entertainment System. Ambas versiones eran diferentes, presentando cada una sus propias músicas, diseños de niveles y secuencias.